# Santa Magdalena de Cervera
Santa Magdalena és una església gòtica del segle xiv situada als afores de la ciutat de Cervera, a la comarca de la Segarra. Aquesta està inclosa en l'Inventari del Patrimoni Arquitectònic de Catalunya. Avui només resten algunes parets malmeses.

## Descripció
Del conjunt hospitalari avui només resten les ruïnes del temple de Santa Magdalena, edifici que testimonia la reedificació que tingué lloc a la segona meitat del segle xiv. Una donació del 1377 per a la renovació de l'església i la hipotètica intervenció de l'escultor Jordi de Déu, documentat a la vila a les darreries dels anys setanta, aporten més precisió a la cronologia de la construcció. Aquesta és d'una nau de tres trams i un absis poligonal amb contraforts. L'accés s'efectuava per un doble arc apuntat amb timpà que contenia, amb peanya i dosser, la desapareguda imatge de la santa titular, flanquejada a la llinda per dos escuts, amb un cérvol i els pals reials, elements del signe heràldic de Cervera. L'única coberta conservada és la de l'absis, en volta de creueria, del mateix tipus que la que degué tenir la nau. Aquesta, a mitjan segle xviii, fou substituïda per un embigat que recolzava sobre els arcs transversal dels quals només subsisteix un. La mateixa reforma aixecà la part alta del frontis i uns rudimentària espadanya sobre l'entrada del presbiteri. Aquesta remodelació correspon a un intent de recuperar l'edifici, en decadència des del segle xv, encara que, com a institució benèfica, havia mantingut de manera molt irregular les seves funcions, si més no fins a finals del segle xvi.
L'únic element escultòric que conservava fins al 1963, en què fou robada, era la imatge de Santa Magdalena, atribuïda força versemblantment a Jordi de Déu per Duran i Sampere, estava decapitada des de les darreries del segle xix, si bé els fragments de la seva testa es conserven encara al Museu i Arxiu Històric de Cervera, el qual és, des del 1935, propietari de les restes de l'església.

## Història
Santa Magdalena de Cervera apareix esmentada com a hospital en diferents documents del segle xiii. L'advocació de la Santa i la seva ubicació extramurs fan pensar que ja aleshores s'hi tenia cura de leprosos, dedicació aquesta que ja és explícita el 1328, data en què l'hospital passà a dependre del municipi.